# Diahnne Abbott
Diahnne Eugenia Abbott (* 1. Mai 1945 in New York City) ist eine US-amerikanische Schauspielerin und Jazzsängerin.

## Leben und Wirken
Abbott war von 1976 bis 1988 mit dem Schauspieler Robert De Niro verheiratet, mit dem sie einen Sohn (* 1976) hat. Ihre Tochter Drena (* 1967) aus einer früheren Beziehung wurde von De Niro adoptiert. Das Paar trennte sich Ende der 1970er Jahre.
An De Niros Seite gab sie in Martin Scorseses Filmdrama Taxi Driver 1976 ihr Filmdebüt mit der kleineren Nebenrolle der Süßigkeitenfrau im Pornokino. In Scorseses Musikfilm New York, New York (1977) hatte sie einen Cameo-Auftritt mit dem Fats-Waller-Klassiker Honeysuckle Rose. Eine größere Schauspielaufgabe erhielt sie 1983 mit der Darstellung der Barkeeperin Rita in The King of Comedy, ebenfalls an der Seite ihres damaligen Ehemannes und unter Regie von Scorsese. Ende der 1980er Jahre wirkte sie bei den Konzeptalben Cab Calloway Stands in for the Moon (1988) und Tenderness (1990) von Kip Hanrahan als Sängerin mit.
Diahnne Abbott ist eine Cousine des Sängers Gregory Abbott. Sie ist nicht mit der britischen Politikerin Diane Abbott zu verwechseln.

## Filmografie (Auswahl)
- 1976: Taxi Driver
- 1976: Willkommen in Los Angeles (Welcome to L.A.)
- 1977: New York, New York
- 1983: The King of Comedy
- 1984: Love Streams
- 1986: Jo Jo Dancer – Dein Leben ruft (Jo Jo Dancer, Your Life Is Calling)
- 1988: Crime Story (Fernsehserie, 3 Folgen)
- 2000: Bevor es Nacht wird (Before Night Falls)
- 2002: Soliloquy
- 2006: Lea’s Soliloquy
- 2013: James Abbott Is Gone